# Marta Griñán
Marta Griñán Sánchez (15 de agosto de 1991, Beniaján, Murcia, España) es una periodista española especializada en deporte femenino.

## Biografía

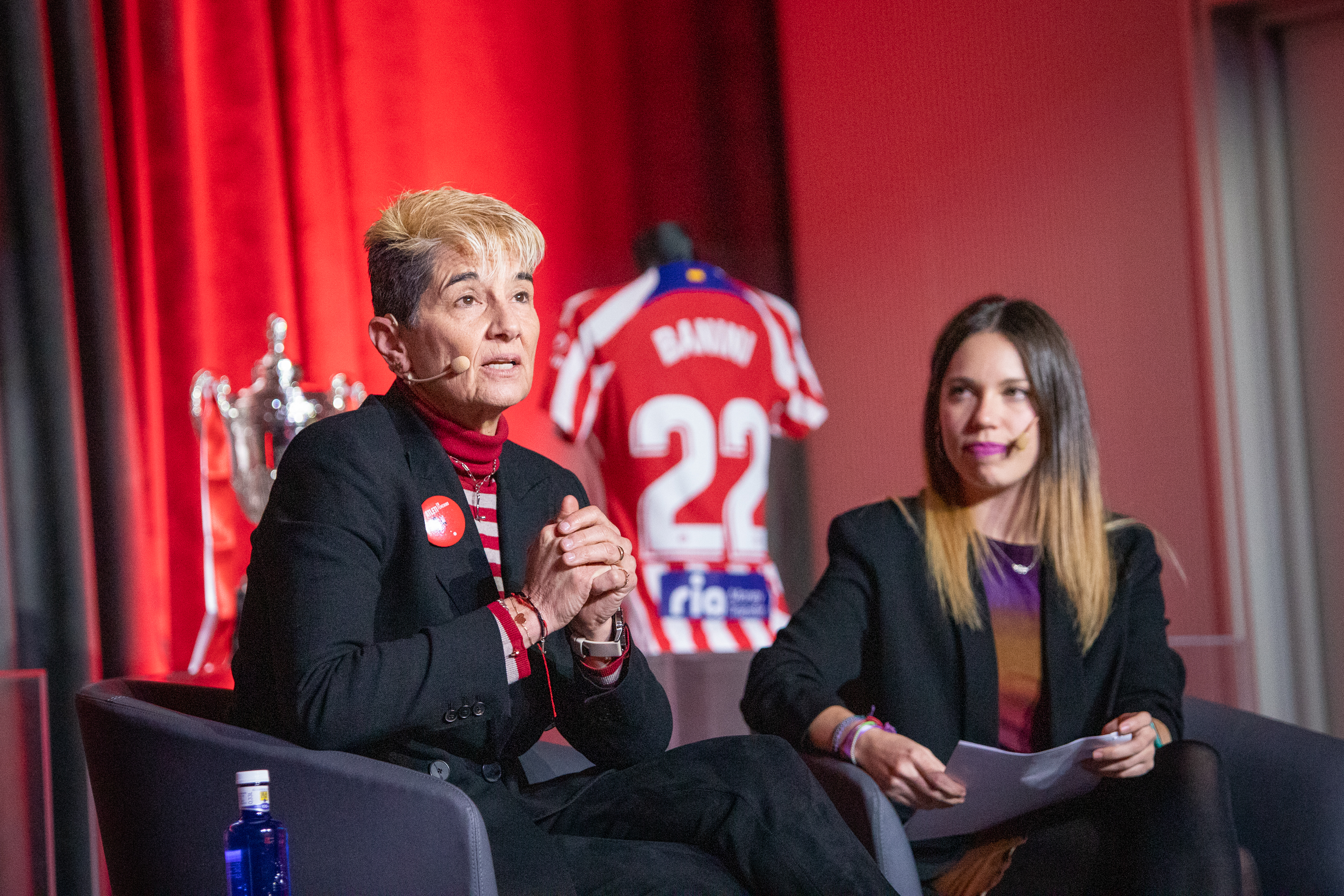
Lola Romero y Marta Griñán en una mesa en la segunda edición de Atleti en Femenino

Natural de Murcia, se mudó a Vallecas para estudiar la carrera de periodismo entre 2009 y 2015 y un máster en periodismo multimedia profesional entre 2016 y 2017 en la Universidad Complutense de Madrid. Compaginó sus estudios con diversos trabajos de redacción en La Opinión de Murcia, Marca, As, Diario Qué, Interviú, Agencia EFE presentación del magazine deportivo de radio El Graderío, y como editora para Microsoft Bing. También jugó al fútbol sala y fútbol once como atacante a nivel universitario y municipal. Su último equipo es el Puerto de Vallekas.
Tras concluir sus estudios en 2017 volvió a As para ser redactora de fútbol y durante unos meses lo compaginó como redactora de contenidos de fútbol para la web de Primera Iberdrola. En 2019 obtuvo un posgrado en Políticas de Igualdad en la Universidad Carlos III de Madrid.
Desde 2021 empezó a ejercer de comentarista puntual de partidos de la liga femenina de fútbol en la aplicación audiovisual LaLiga Sports TV y se especializó en las competiciones femeninas de fútbol dentro del diario As. Desde entonces se ha convertido en una referente dentro del sector y ha participado en diversos congresos, eventos y ha colaborado como invitada en distintos medios y canales sobre fútbol practicado por mujeres.